# Hualaihué
Hualaihué ist eine Kommune im Süden Chiles. Sie liegt in der Provinz Palena in der Region de los Lagos. Sie hat 8944 Einwohner und liegt ca. 68 Kilometer südöstlich von Puerto Montt, der Hauptstadt der Region.

## Geschichte
Ursprünglich wurde das Gebiet von Hualaihué vereinzelt von chilenischen Eingeborenen wie Huilliche und Cuncos. In deren Sprache bedeutet Hualaihué etwa so viel wie "Ort der Wasservögel". Im 18. Jahrhundert kamen die Einwohner der Insel Chiloé, die auf dem Gebiet Forstwirtschaft betreiben wollten. Zunächst war das Gebiet auch Teil der Provinz Chiloé. Ende des 18. Jahrhunderts wurde sie Teil der neugegründeten Provinz Llanquihue. In dieser Zeit begann auch eine stetigere Kolonialisierung des Gebiets von Hualaihué mit Gründung von Dörfern und Ortschaften. Die Besiedlung wurde durch ein Gesetz von 1931 nochmal gestärkt. Am 21. September 1979 wurde die Gemeinde Hualaihué schließlich gegründet, diesmal als Teil der Provinz Palena. Offiziell eigenständig wurde die Kommune jedoch erst am 10. Dezember 1980.

## Demografie und Geografie
Laut der Volkszählung aus dem Jahr 2017 leben in Hualaihué 8944 Einwohner, davon sind 4701 männlich und 4243 weiblich. 40,7 % leben in urbanem Gebiet, der Rest in ländlichem Gebiet. Hauptort von Hualaihué ist Hornopirén. Zusätzlich gehören eine Vielzahl an kleinen Orten und Dörfern zur Kommune, etwa das gleichnamige Dort Hualaihué, Contao oder Rolecha. Die Kommune hat eine Fläche von 2787,7 km² und grenzt im Norden an Cochamó und im Süden an Chaitén. Dazu grenzt die Kommune im Osten an Argentinien, und zwar an die Departamentos Cushamen und Futaleufú in der Provinz Chubut. Im Westen grenzt es an den Golf von Ancud und den Golf von Corcovado, beide Teile des Pazifischen Ozeans.
Die Landschaft von Hualaihué ist geprägt von gemäßigtem Regenwald, der in den Nationalparks Hornopirén und Pumalín geschützt ist. Große Teile der Gemeinde sind nach wie vor nicht erschlossen und teilweise absolut unberührt. Auch eine Vielzahl kleinerer Seen ist vorhanden. Besonders nennenswert sind auch die Fjorde der Gemeinde. Das Reloncaví-Fjord ist das nördlichste Fjord Chiles und trennt Hualaihué von Puerto Montt.

## Wirtschaft und Politik
In Hualaihué gibt es 89 angemeldete Unternehmen, wichtig ist die Land- und Forstwirtschaft. Wichtig ist auch die Zucht von Lachsen auf sogenannten Lachsfarmen.
Der aktuelle Bürgermeister von Hualaihué ist Freddy Ibacache Muñoz von der sozialdemokratischen PPD. Auf nationaler Ebene liegt Hualaihué im 58. Wahlkreis, unter anderem zusammen mit Castro und Ancud auf der Insel Chiloé.

## Tourismus
Hualaihué ist einer der Ausgangspunkte der Carretera Austral und zieht daher viele Besucher an. Gänzlich in der Gemeinde liegt der Parque Nacional Hornopirén, außerdem liegt der schlecht zugängliche Nordteil des Parque Pumalín auf dem Gebiet der Gemeinde. Zusätzlich gibt es auf dem Gebiet der Kommune eine Vielzahl von Fjorden, Thermen und Stränden, die Touristen anziehen, meistens als Zwischenstopp auf der Carretera Austral. Nennenswert ist ebenfalls der Vulkan Hornopirén. Außerdem gibt es in vielen Orten kleine Holzkirchen, ähnlich derer auch Chiloé.

## Fotogalerie

Hornopirén mit dem gleichnamigen Vulkan im Hintergrund
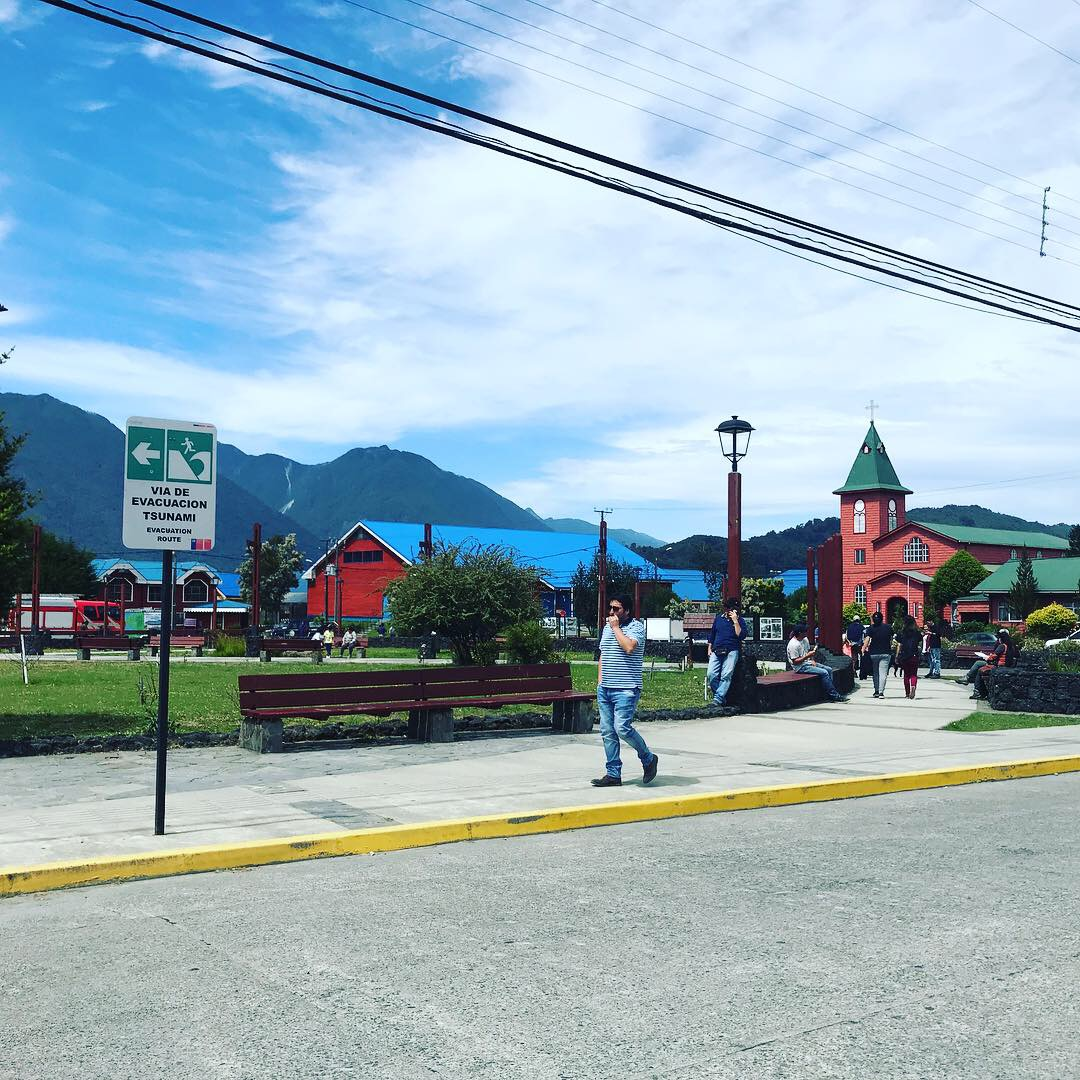
Plaza de Armas von Hornopirén
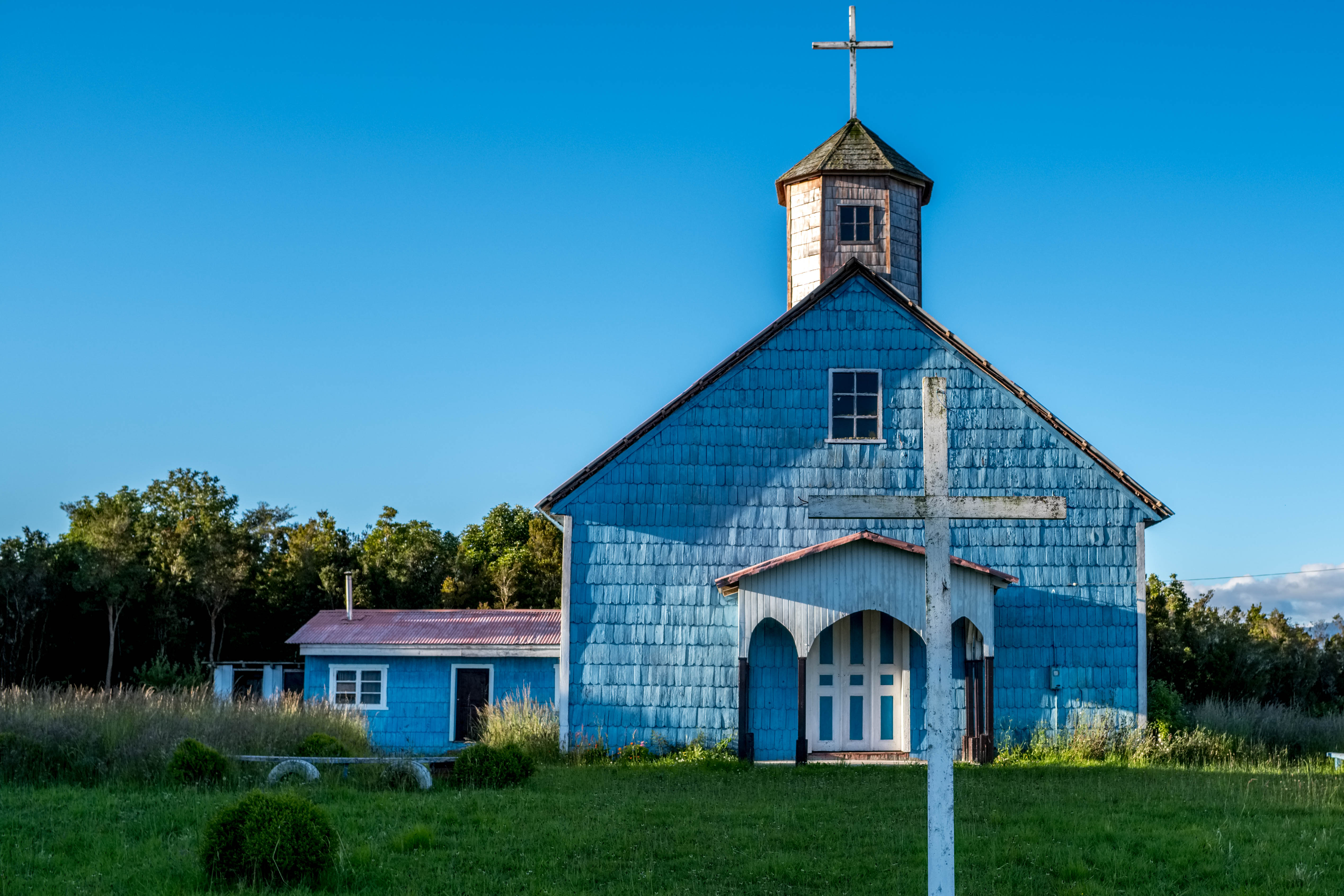
Kirche von Hualaihué
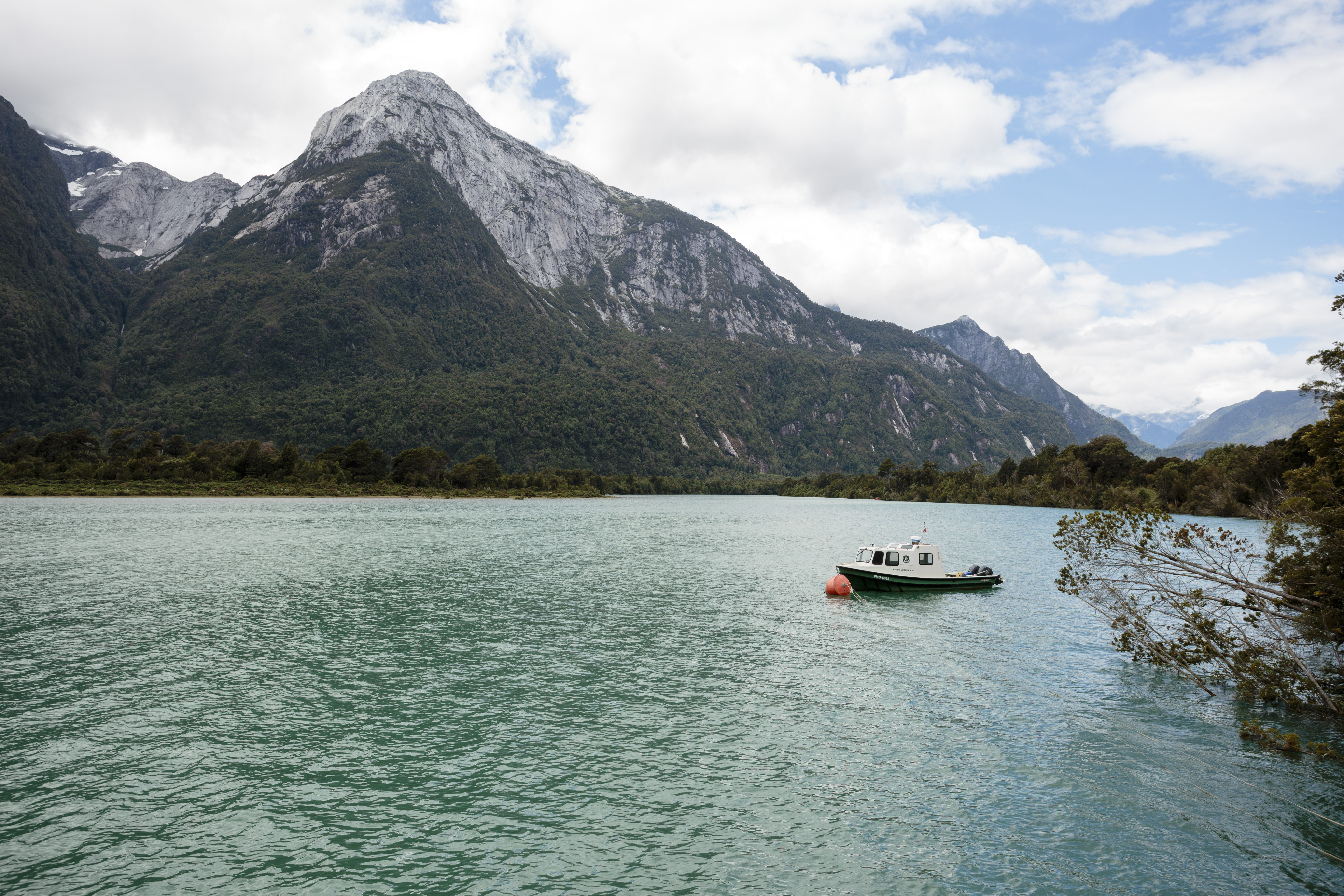
Vodudahue
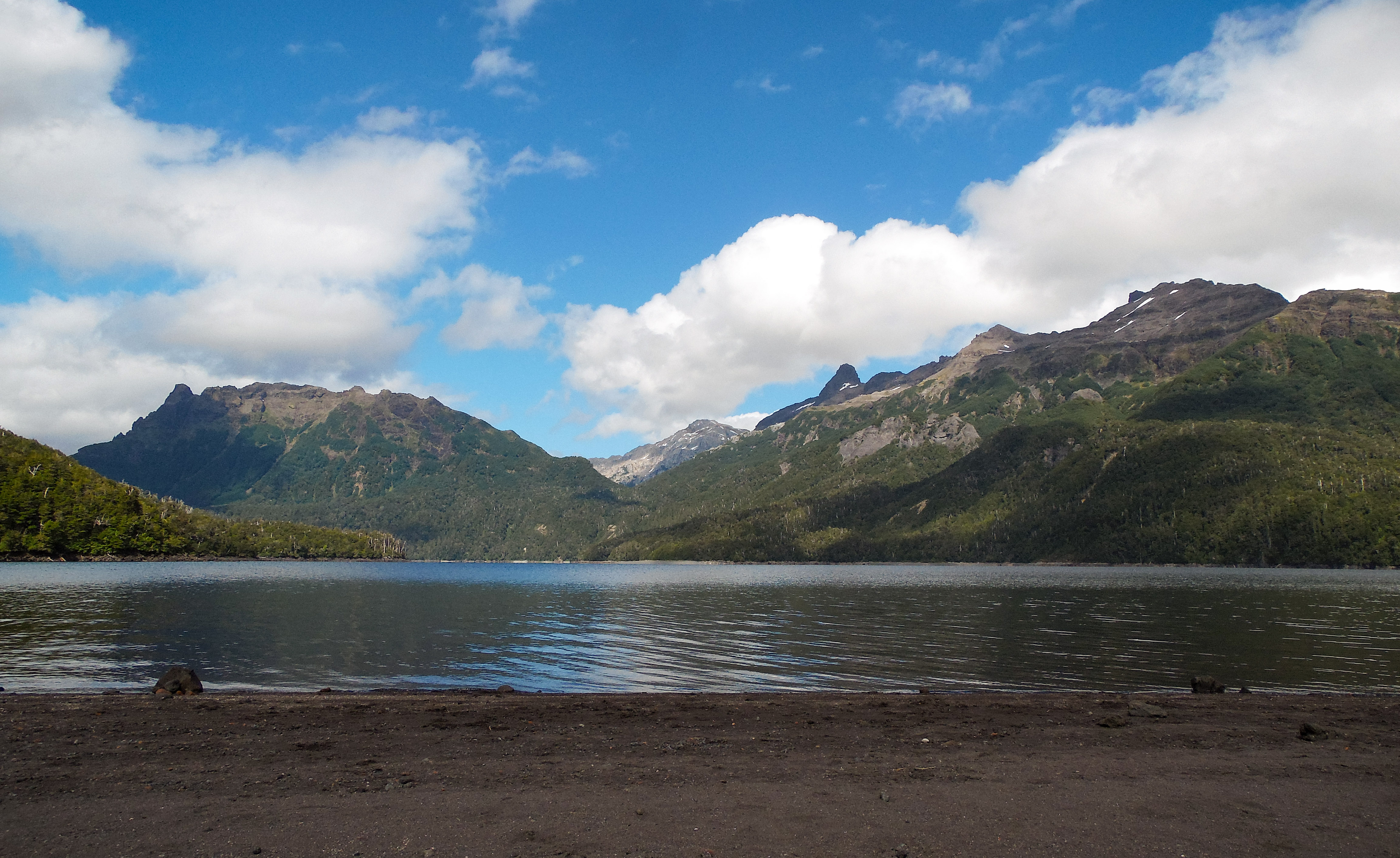
Der Lago General Pinto Concha im Nationalpark Hornopirén
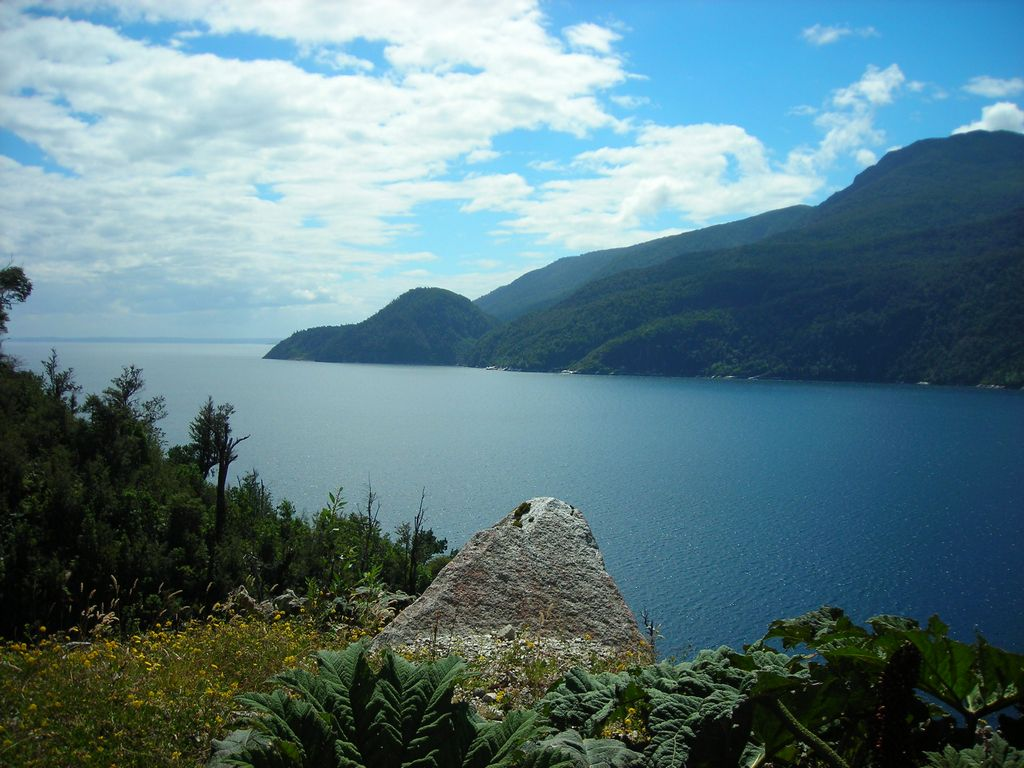
Das Reloncaví-Fjord